# Non-biological complex drugs
Non-biological complex drugs (NBCD) sind Arzneistoffe mit komplexer Struktur, die nicht biotechnologisch hergestellt werden, also keine Biopharmazeutika (englisch biologicals) sind.

## Eigenschaften
Anders als kleine, chemisch definierte Moleküle (small molecules, SM) weisen NBCDs keine einheitliche molekulare Struktur auf, sondern bestehen aus vielen strukturell sehr ähnlichen Komponenten und haben teilweise nanopartikuläre Eigenschaften. Die Produkteigenschaften sind stark durch den Herstellungsprozess geprägt.

## Beispiele
Zu den NBCD gehören beispielsweise:
- Eisen-Kohlenhydrat-Komplexe
- Glatiramoide
- Liposomal oder mizellar verpackte Stoffe
- Niedermolekulare Heparine

## Bedeutung
Wegen der stofflichen Komplexität ist die molekulare Zusammensetzung der NCBDs schwer charakterisierbar. Ihre einheitliche, reproduzierbare Qualität ist wesentlich durch den speziellen Herstellungsprozess bedingt („The process is the product.“). Die Vergleichbarkeit von NBCDs aus unterschiedlichen Produktionsprozessen ist daher schwierig. Die klinische Bedeutung (Wirksamkeit, Sicherheit) von möglichen Unterschieden ist nicht vollständig bekannt.
Die Vergleichbarkeit von NBCDs ist bedeutsam sowohl für das regulatorische Vorgehen bei der Arzneimittelzulassung von Nachahmerpräparaten als auch für die therapeutische Austauschbarkeit von NBCD-Arzneimitteln verschiedener Hersteller. Eine identische Zusammensetzung von Nachahmerprodukten, die in einem eigenen Verfahren hergestellt werden, lässt sich nicht belegen, sodass sie lediglich als wirkstoffähnlich eingestuft werden können.
Die Europäische Arzneimittelagentur (EMA) und die US FDA haben verschiedene Positionspapiere und Leitlinien für die Pharmaindustrie zu einigen NBCDs entworfen.
Niedermolekulare Heparine werden aufgrund ihres biologischen Ursprungs in der EU regulatorisch bereits wie Biologicals behandelt.